# 麹塵
麹塵（きくじん/きじん）とは、黄色みのある緑色（青色）の色の名である。青白橡（あおしろつるばみ/あおしらつるばみ）と同じ色と言われ、単に「青色」と言われることもあった。また、ヤマバトの色に似ていることから、山鳩色（やまばといろ）とも言う。

## 麹塵
麹塵は、後漢に成立した『周礼』の鄭玄注に、王后の着る鞠衣の色を「鞠塵の如し」と説明しているのがもっとも早い言及とされる。この色は、コウジカビの菌糸の色と考えられるが、中国の麹の菌糸は黄色であり、中国における麹塵（鞠塵）は黄色（淡黄色）と考えられる。20世紀初頭の中国の辞書『辞源』は、麹塵（鞠塵）は酒麹の菌の色で淡黄色であるとしている。
唐代中期以降、麹塵は白楽天等の詩で用いられる文学的表現となり、特に『白氏文集』に「柳が麹塵の糸をつらねる」といった柳の形容に用いる例が繰り返し見られる。これは柳の枝が黄色の小花をつけた様子を詠んでいる。また春の水を「麹塵波」とする表現も見られる。『全唐詩』の索引によれば、「麹塵」は『白氏文集』の用例が圧倒的に多く、その他も中唐以降に限られるようである。また敦煌莫高窟出土の古文書の染織品の色名においても中唐〜晩唐の用例が多く、この時期の流行色であったと思われる。
日本では、寛平7年（895年）に鴻臚館において渤海使を接待した際に、渤海使と詩を交わした進士10人が「麹塵衣」を着たとあるのが、早い例である（『北野天神御伝』）。その後も、行幸や内宴の際の臣下の袍の色として麹塵が見られ、また菅原道真の詩等にも「麹塵」の語が見える。

## 青白橡・青色
源高明『西宮記』の記述から、日本では10世紀半ばには、麹塵は青白橡と同じ色として扱われていたと見られる。また同じく『西宮記』の記述等から、単に「青色」と記されるものも同じ色であったと見られる。
正倉院文書には色名として「白橡」の用例は多いが、「青白橡」は見られない。白橡はどんぐりで染めた薄茶色のことで、青白橡はこれの青みがかったものと考えられている。
さまざまな染色技法について解説した『延喜式』「雑染用度」（10世紀）では、青白橡の染め方として、綾等の絹地1疋に対し、苅安草を96斤、紫草を6斤使い、媒染剤として灰を3石用いるとしており、刈安の黄色に紫草の青紫をかけて実現したという。この染め方を現代に復元すると、くすんだ黄緑色に染まるという。この麹塵色は、黄櫨染と並んで日本の伝統的な染色の中で最も困難な染色の一つとされる。
『西宮記』によれば、青色の袍は、天皇、公卿、侍臣が広く用いるものであった。特に天皇の袍の色の一つとなったことから、麹塵（青白橡）を禁色に含める考え方もある。ただし、内宴等の特定の行事の際に臣下が青色の袍を用いることが見られるほか、蔵人は青色袍を着用しており、特に六位蔵人が着る綾の青色袍は『枕草子』等で称賛の対象となっている。青色は女性の服装にも用いられた。
室町時代の『装束雑事抄』によれば、青色（麹塵）の袍の生地は、経糸を青、緯糸を黄で織り出したという。